# Dunes (Tarn-et-Garonne)
Dunes ist eine französische Gemeinde im Département Tarn-et-Garonne in der Region Okzitanien (vor 2016: Midi-Pyrénées). Die 1.218 Einwohner (Stand: 1. Januar 2022) zählende Gemeinde liegt im Arrondissement Castelsarrasin und ist Teil des Kantons Garonne-Lomagne-Brulhois (bis 2015: Kanton Auvillar). Die Einwohner werden Dunois genannt.

## Geografie
Dunes ist die westlichste Gemeinde des Départements Tarn-et-Garonne. Sie liegt etwa 17 Kilometer südöstlich von Agen. Umgeben wird Dunes von den Nachbargemeinden Caudecoste im Norden, Saint-Sixte im Norden, Donzac im Osten, Saint-Cirice im Südosten, Sistels im Süden, Gimbrède im Südwesten sowie Cuq im Westen.
Durch die Gemeinde führt die Autoroute A62.
| Einwohner                                                  | 818 | 1.248 | 1.202 | 1.068 | 824 | 815 | 750 | 712 | 710 | 769 | 853 | 893 | 1.079 | 1.200 |
| Ab 1962 offizielle Zahlen ohne Einwohner mit Zweitwohnsitz |     |       |       |       |     |     |     |     |     |     |     |     |       |       |

## Sehenswürdigkeiten

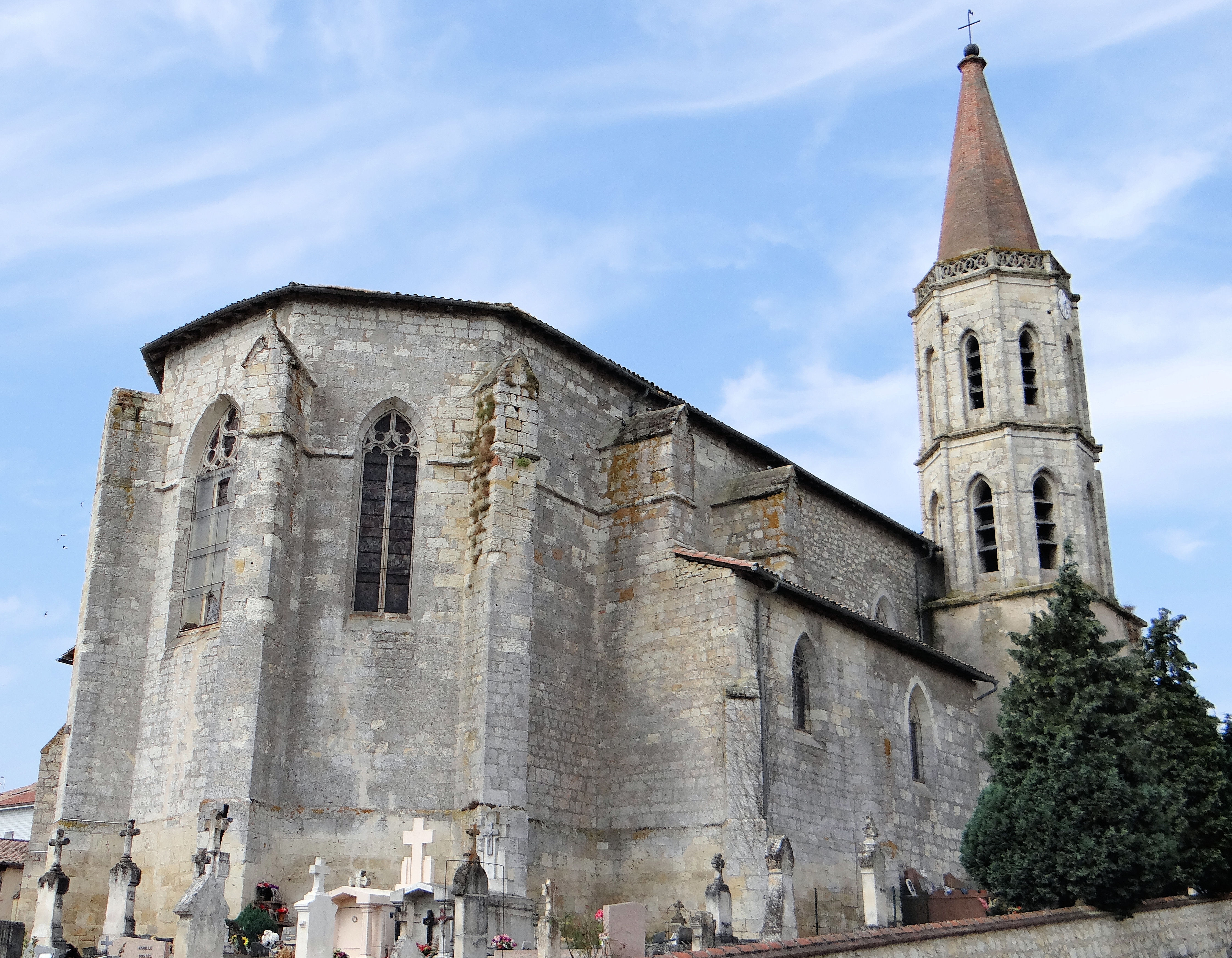
Kirche Sainte-Madeleine

- Kirche Sainte-Madeleine aus dem 13. Jahrhundert
- Turm der Tempelritterkomtur

## Persönlichkeiten
- Léon Lemartin (1883–1911), Flugpionier
- Christian Gasc (1945–2022), Kostümbildner